# Diocese de Iztapalapa
A Diocese de Iztapalapa (em latim: Dioecesis Iztapalapanus) é uma diocese da Igreja Católica localizada na capital federal do país, pertence a  Arquidiocese da Cidade do México no México. Foi fundada em 28 de setembro de 2019 pelo Papa Francisco. Com uma população católica de 1.552.000 habitantes, sendo 83,0% da população total, possui 104 paróquias com dados de 2021.

## História
Em 28 de setembro de 2019 o Papa Francisco cria a Diocese de Iztapalapa através do território da Arquidiocese da Cidade do México.

## Lista de bispos
A seguir uma lista de bispos desde a criação da diocese em 2019.
|        | Nome                        | Período      | Notas  |
| Bispos | Bispos                      | Bispos       | Bispos |
| ------ | --------------------------- | ------------ | ------ |
| 2º     | Jorge Cuapio Bautista       | 2021 - atual |        |
| 1º     | Jesús Antonio Lerma Nolasco | 2019 - 2021  |        |